# Die gefährlichsten Straßen der Welt
Die gefährlichsten Straßen der Welt (Originaltitel: World's Most Dangerous Roads, deutscher Alternativtitel: Vorsicht Abgrund!) ist eine Dokumentarfilm-Reihe von BBC Two. Sie stellt weltweit Verkehrsrouten vor, die im Rahmen der Sendung von Prominenten befahren werden.

## Konzept
Zwei britische Prominente, zumeist Comedians oder Schauspieler, bereisen eine nach europäischen Maßstäben als gefährlich geltende Straße mit einem Allradfahrzeug. Neben der Interaktion von Fahrer und Beifahrer wird das ganze aus dem Off kommentiert, im englischsprachigen Original von Adrian Dunbar.

## Veröffentlichung
Die Erstveröffentlichung fand in drei Staffeln à drei Episoden von 2011 bis 2013 auf BBC Two statt.
Im deutschsprachigen Raum wurden die ersten zwei Folgen im September 2012 auf Motorvision TV gezeigt, kurz darauf übernahm ZDFneo die Serie in sein Programm. Seit 2018 wird die Reihe regelmäßig auf Spiegel TV Wissen wiederholt.

## Folgen
| Staffel | Episode | Erstausstrahlung | Land/Route   | Fahrer                           | Fahrzeuge                         |
| ------- | ------- | ---------------- | ------------ | -------------------------------- | --------------------------------- |
| 1       | 1       | 4. Sep. 2011     | Alaska       | Sue Perkins, Charley Boorman     | Ford Super Duty                   |
| 1       | 2       | 11. Sep. 2011    | Nepal        | Rhod Gilbert, Greg Davies        | Nissan Patrol                     |
| 1       | 3       | 18. Sep. 2011    | Peru         | Ben Fogle, Hugh Dennis           | Toyota Fortuner, Toyota Hilux     |
| 2       | 1       | 8. Juli 2012     | Sibirien     | Ed Byrne, Andy Parsons           | Nissan Safari                     |
| 2       | 2       | 15. Juli 2012    | Vietnam/Laos | Sue Perkins, Liza Tarbuck        | Toyota Land Cruiser, Ford Everest |
| 2       | 3       | 22. Juli 2012    | Äthiopien    | Hugh Dennis, David Baddiel       | Toyota Land Cruiser               |
| 3       | 1       | 27. Dez. 2012    | Madagaskar   | Angus Deayton, Mariella Frostrup | Ford Everest                      |
| 3       | 2       | 28. Dez. 2012    | Georgien     | Hugh Bonneville, Jessica Hynes   | Nissan Pathfinder                 |
| 3       | 3       | 9. Jan. 2013     | Bolivien     | Phill Jupitus, Marcus Brigstocke | Lexus LX                          |

## Rezension
- The Guardian bewertete eine Folge der Serie auf Madagaskar als ein unerwartetes Vergnügen.[6]